# Gundena de Cartago
Gudena de Cartago (f. 203) santa y mártir cristiana del siglo III. Fue sometida a martirio y muerta por orden del prefecto Rufino. Primero sometida cuatro veces al suplicio del potro, lacerada con garfios, vejada con varias pruebas en la cárcel y, finalmente, degollada.